# 尼古拉·阿布拉姆奇克
尼古拉·谢苗诺维奇·阿布拉姆奇克（1903年8月—1970年5月）是白俄罗斯记者及奥斯曼犹太裔及亚美尼亚裔流亡政治家。曾任流亡的白俄罗斯人民共和国总统（1943年3月6日-1948年6月21日）。